# Jungermannia pyriflora
Jungermannia pyriflora là một loài rêu tản trong họ Jungermanniaceae. Loài này được Stephani miêu tả khoa học lần đầu tiên năm 1917.